# 韋爾克韋國家公園

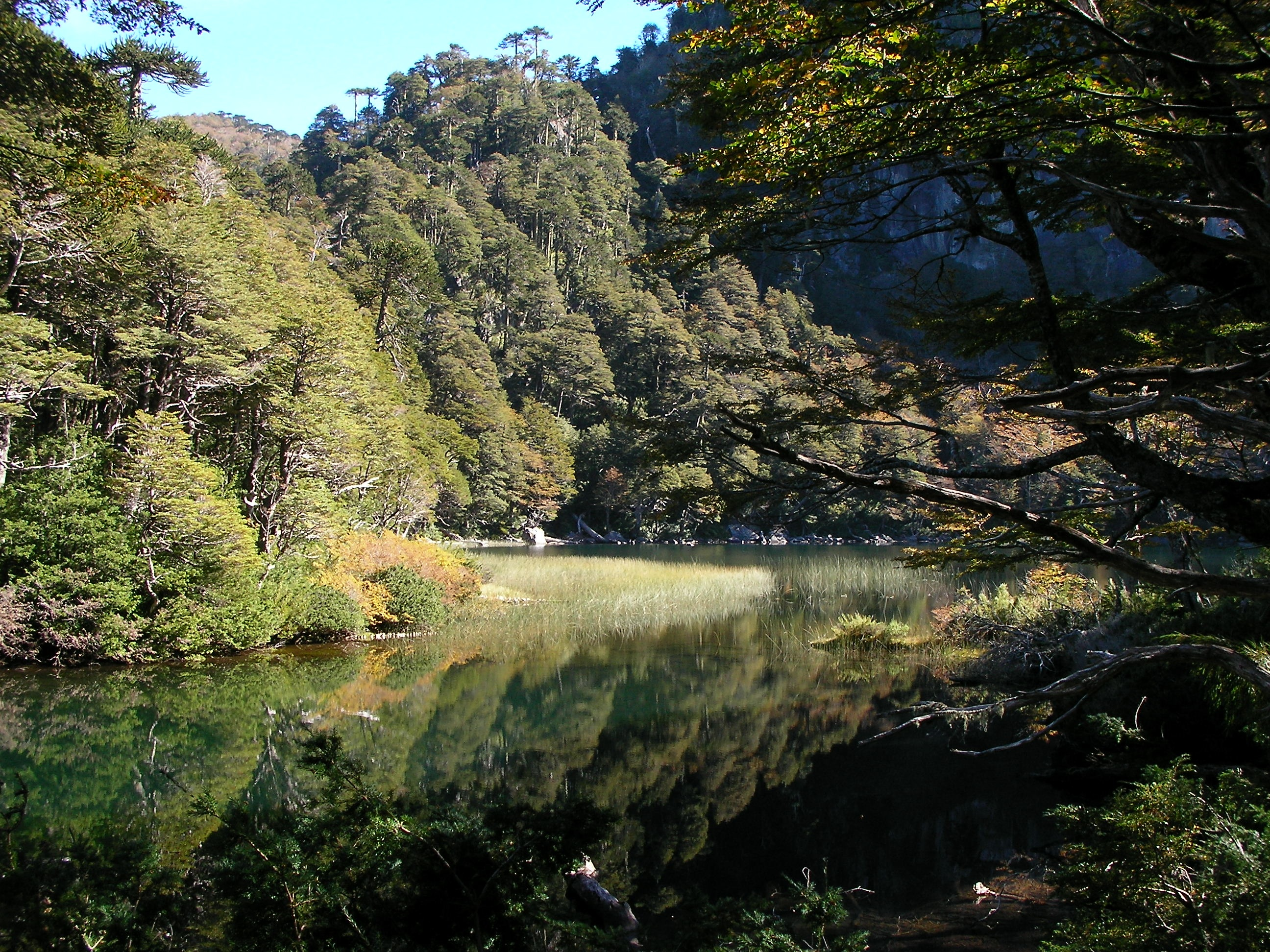

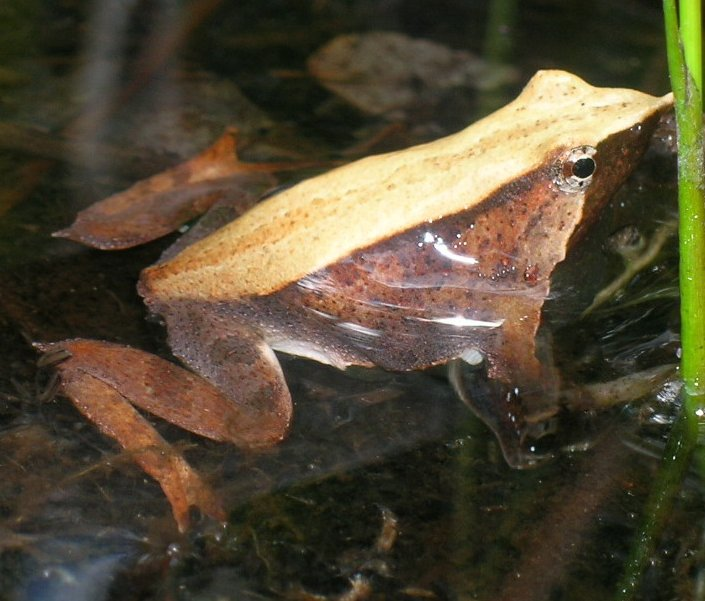

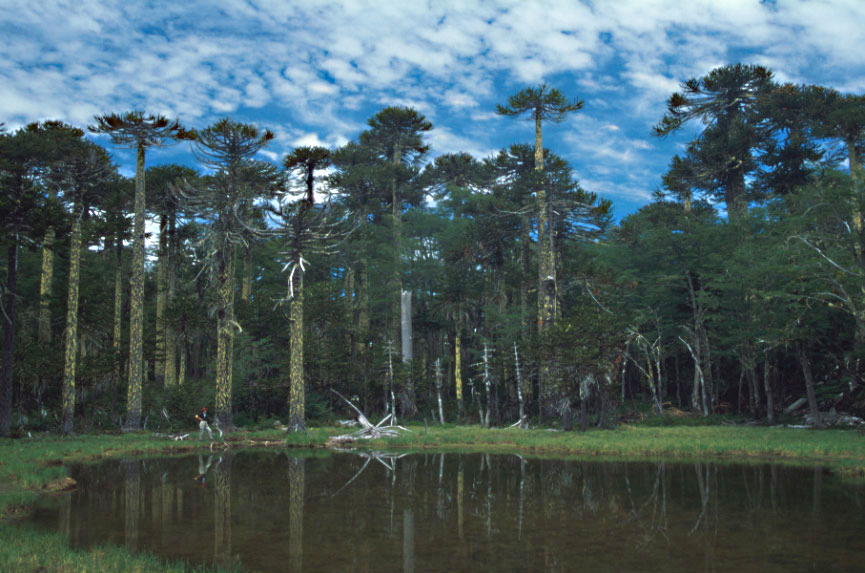

韋爾克韋國家公園是智利的國家公園，位於該國中部，由阿勞卡尼亞大區負責管轄，成立於1967年6月9日，面積125平方公里，海拔高度720至2,000米。

## 外部連結
- （西班牙文） Parque Nacional Huerquehue
- World Database on Protected Areas entry
- Photo Gallery （页面存档备份，存于）